# باكزة رفيق حلمي
باكزة رفيق حلمي (1924-2003)، وهي مؤلفة وباحثة وكاتبة كردية عراقية، ولدت في محافظة السليمانية، وأكملت دراستها الأولية فيها في عام 1937، ثم سافرت إلى بغداد وانهت دراستها المتوسطة في متوسطة الأعظمية عام 1940، والثانوية في الاعدادية المركزية للبنات في بغداد عام 1943، ثم تخرجت من دار المعلمين العالية عام 1949، وسافرت إلى مصر وحصلت على شهادة دكتوراه من جامعة القاهرة في عام 1959، وبعد رجوعها إلى بغداد أسست قسم اللغة الكردية في كلية الآداب في جامعة بغداد.
تجيد الكثير من اللغات ومنها اللغة العربية والكردية والانكليزية والعبرية والالمانية والفارسية. وأختها هي ناهدة رفيق كاتبة ومؤلفة أيضا.

## من مؤلفاتها
لها العديد من الدراسات والبحوث في علم اللغات والتي نشرت في الصحف والمجلات العراقية ومنها:
- قواعد اللغة الكردية.
- دراسة في علم اللغات السامية بعنوان (الجمع في اللغات السامية) - طبع في بغداد عام 1960م.

## المناصب والاعمال
- شغلت منصب مدرسة لعلم اللغة ورئيسة قسم اللغة الكردية بكلية الآداب في جامعة بغداد للسنوات 1958-1970.
- اختيرت عضوا عاملا في المجمع العلمي الكردي منذ عام 1970 لغاية عام 1978 حيث استقالت.
- عملت استاذا زائرا في جامعة همبولتن في ألمانيا للاعوام 1969-1971
- استاذا زائرا في الجامعة الأردنية من عام 1978-1986
- عضو في الجمعية الملكية الاسيوية RAS في إنكلترا منذ عام 1964
- عضو جمعية النداء الاجتماعي في بغداد عام 1951، وحتى الغائها.
- عضو اتحاد الأدباء العراقيين عام 1959
- عضو اتحاد الكتاب والمؤلفين منذ عام 1971.[3]